# Костанцо, Камилло
Ками́лло Коста́нцо (итал. Camillo Costanzo, 1572 год, Бовалино, Италия — 15 сентября 1622 года, Хирадо, Япония) — блаженный Римско-Католической Церкви, священник, миссионер, член монашеского ордена иезуитов.

## Биография
Родился в 1572 году в аристократической семье Томмасо Костанцо и Виоланты Монтаны. После получения среднего образования в Бовалино изучал юриспруденцию в университете Неаполя. После окончания университета служил в армии семьи Спинолы. Участвовал в осаде Остенде. Возвратившись в Италию в 1592 году в возрасте 20 лет вступил в монашеский орден иезуитов. В 1593 году переехал в город Нола. В течение последующих четырёх лет преподавал в коллегии Салерно. В 1601 году стал преподавать красноречие в этой же коллегии. В 1602 году был рукоположен в священника, после чего по своей воле уехал на миссию в Китай. В марте 1605 года прибыл в Макао, откуда отправился в Японию. 17 августа 1605 года прибыл в Нагасаки. Во время своей миссионерской деятельности обратил в католицизм около 800 японцев. В 1614 году из-за гонений на христиан в Японии возвратился в Макао, где он продолжал изучать японский язык и написал несколько сочинений, посвящённый буддизму. 
В 1621 году возвратился в Японию и стал проживать в городе Хирандо. Несмотря на запрет проповедования христианство, он продолжал заниматься миссионерской деятельностью, за что вскоре был арестован 24 апреля 1622 года и приговорён к смертной казни. Был сожжён 15 сентября 1622 года.

## Прославление
7 июля 1867 года Камилло Костанцо был причислен к лику блаженных римским папой Пием IX в группе 205 японских мучеников.
День памяти в Католической Церкви — 9 июля.
25 марта 1990 года был открыт памятник, посвящённый Камилло Костанцо в городе Хирадо.

## Источник
- Merrick, D. A. (1891). Saints of the Society of Jesus. New York: Benziger. OCLC 18953008
- Tylenda, Joseph N. (1998). Jesuit Saints & Martyrs: Short Biographies of the Saints, Blessed, Venerables, and Servants of God of the Society of Jesus. Chicago: Jesuit Way. ISBN 0-829-41074-0, ISBN 978-0-829-41074-7; OCLC 3803973